# 阿塔村

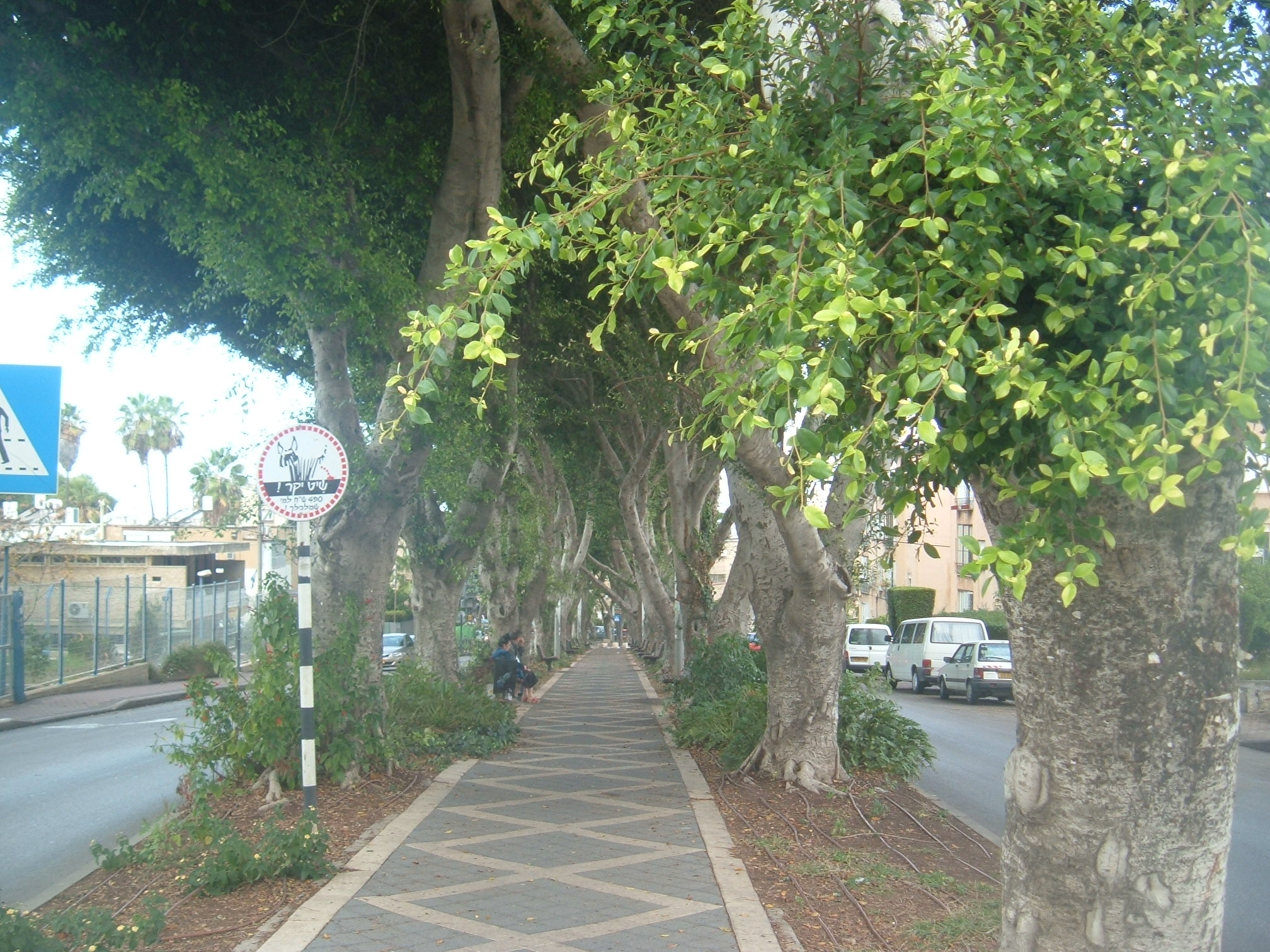

阿塔村是以色列的城市，位於該國西北部，距離首府海法12公里，由海法區負責管轄，始建於1969年，面積16.71平方公里，該地區自青銅時代有人類居住，2009年人口50,700。

## 外部連結
- CBS population estimates for 2005/2006 （页面存档备份，存于）
- （希伯来文） Municipality website （页面存档备份，存于）
- （希伯来文） Beit Fischer City Museum （页面存档备份，存于）